# Тарасовск
Тарасовск — деревня в Балаганском районе Иркутской области России. Входит в состав Заславского сельского поселения. Находится на берегах реки Куда, примерно в 40 км к северо-северо-западу (NNW) от районного центра, посёлка Балаганск, на высоте 417 метров над уровнем моря.

## Население
В 2002 году численность населения деревни составляла 154 человек (76 мужчин и 78 женщин). По данным переписи 2010 года, в деревне проживало 125 человек (61 мужчина и 64 женщины).

## Улицы
Уличная сеть деревни состоит из 4 улиц.